# Daniel Yáñez
Daniel Yáñez Barla (Cádiz, 28 maart 2007) is een Spaans voetballer die bij voorkeur als vleugelspeler speelt. Hij speelt bij Real Madrid.

## Clubcarrière
In 2023 tekende Yáñez zijn eerste profcontract bij Real Madrid. In 2024 debuteerde hij voor Real Madrid Castilla en de UEFA Youth League. In december 2024 trainde hij voor het eerst mee met het eerste elftal. Op 7 december 2024 debuteerde de Spanjaard in La Liga tegen Girona.